# Калински партизански одред
Калински (Калиначки) народноослободилачки партизански (НОП) одред  је био партизанска јединица у саставу Народноослободилачке војске и партизанских одреда Југославије током Другог светског рата у Југославији.

## Историјат
Формиран је крајем септембра 1941. на Калини (планина Шамарица на Банији) од Петрињске партизанске групе јачине око 50 бораца (образована у партизанском логору на Калини крајем јула)и Сисачког НОП одреда. Одред је водио неколико мањих борби с усташама и уништио посаду жандармеријске станице Мали Градац (код Глине) 26. септембра; 28. септембра ушао је у састав Банијског партизанског батаљона, који је почетком децембра ушао у састав Банијског НОП одреда.